# Gornje Sokolovo (Ribnik)
Pour les articles homonymes, voir Gornje Sokolovo.
Gornje Sokolovo (en serbe cyrillique : Горње Соколово) est un village de Bosnie-Herzégovine. Il est situé dans la municipalité de Ribnik et dans la république serbe de Bosnie. Selon les premiers résultats du recensement bosnien de 2013, il compte 54 habitants.
Après la guerre de Bosnie-Herzégovine et à la suite des accords de Dayton, le territoire du village de Gornje Sokolovo, qui faisait partie de la municipalité de Ključ, fédération de Bosnie-et-Herzégovine, a été partiellement rattaché à la municipalité de Ribnik, nouvellement créée et intégrée à la république serbe de Bosnie.

## Démographie

### Évolution historique de la population dans la localité
| 1948 | 1953 | 1961 | 1971 | 1981 | 1991 | 2013 |
| ---- | ---- | ---- | ---- | ---- | ---- | ---- |
| -    | -    | 307  | 456  | 256  | 161, | 54   |

|  |

### Répartition de la population par nationalités (1991)
En 1991, les 161 habitants du village étaient tous serbes.

### Communauté locale
En 1991, Donje Sokolovo faisait partie de la communauté locale de Sokolovo qui comptait 1 570 habitants, répartis de la manière suivante :